# Белые водопады
Белые водопады — холодные минеральные источники-водопады в южной части полуострова Камчатка.
Находятся на территории Усть-Большерецкого района Камчатского края России.
Расположены на внешнем склоне центрального кратера Кошелевского вулкана. Под напором из трещин, выбиваясь невысокими фонтанчиками, вода из источников сливается в два ручья и падает с двадцатиметрового обрыва, давая начало многоводному правому истоку Левой Паужетки. Западный ручей падает с отвесного обрыва, восточный стекает по крутому ступенчатому руслу. У самого выхода из земли прозрачная вода источников стремительно белеет, приобретая вид сильно разбавленного молока. Брызги разлетаются по сторонам, покрывая черные скалы белым как снег налётом. Белым налетом с коричневатым оттенком покрыто и дно бурной речки, но постепенно ниже по течению эта окраска исчезает.
Осадок этот состоит из 60 % окиси алюминия, 20 % соединений железа и других веществ. На глубине, под большим давлением, эти соединения находятся в растворенном состоянии, но при выходе на поверхность давление резко падает, растворимость понижается, и окись алюминия выпадает в виде белого осадка. В свою очередь соединения железа, растворённые в воде, окисляются кислородом воздуха и позже, выпадая в виде бурого осадка, подкрашивают белый осадок в коричневатый тон.
Температура воды в местах выхода равна 4,2 °C.
Белые водопады являются памятником природы.